# Вербове (Ніжинський район)
Вербо́ве (до 2016 - Карла Маркса) — село в Україні, у Макіївській сільській громаді Ніжинського району Чернігівської області. Населення становить 34 особи (на 01.01.2015). Орган місцевого самоврядування до 2015 року — Ганнівська сільська рада, з 2015 року — Макіївська сільська рада. Село входить до Ганнівського старостинського округу Макіївської громади.
В списках населених пунктів Лосинівського району Чернігівської губернії за 1924 та 1927 роки відсутнє. На карті 1935 року позначене як хутір Веселий шлях. Можливо засноване в період колективізації 1929-1930 рр.
Відповідно до Закону України "Про добровільне об'єднання територіальних громад" у Чернігівській області у Носівському районі Ганнівська та Макіївська сільради рішеннями від 1 вересня 2015 року об'єдналися в Макіївську сільську територіальну громаду з адміністративним центром у селі Макіївка включивши до її складу і село Карла Маркса.
19 травня 2016 року Верховна Рада прийняла постанову Про перейменування деяких населених пунктів, внаслідок чого село Карла Маркса Носівського району було перейменоване на село Вербове.